# Dixidae
Dixidae es una familia de moscas (Diptera) acuáticas. Las larvas viven en agua fresca, no contaminada, inmediatamente debajo de la superficie, generalmente entre la vegetación costera acuática. Se las encuentra en todos los  continentes excepto Antártida.

## Descripción

Venación alar

Dixidae son mosquitas pequeñas de no más de 5 mm, esbeltas con patas finas. La cabeza es relativamente ancha. Las antenas son finas y el flagelo tiene 14 segmentos. La probóscide es corta y gruesa con palpos de 5 segmentos. El tórax es ligeramente convexo. Las venas alares carecen de escamas (en la familia más cercana, Culicidae, tienen escamas). La subcosta está fusionada con la costa al nivel de la base de Rs o ligeramente  proximal a este. Las venas radiales (R) y cubital (Cu) están ramificadas. No hay celdilla discal. La vena anal del ala es larga. Los genitales del macho están rotados 180° debido a una torsión de los segmentos 5 a 8.
No son buenos voladores. Generalmente se los encuentra cerca del agua, de los lugares de oviposición. Hay alrededor de 200 especies en 9 géneros.